# 7019 Tagayuichan
7019 Tagayuichan este un asteroid din centura principală, descoperit pe 8 martie 1992, de Atsushi Sugie.